# برکستون برگ
برکستون برگ (انگلیسی: Braxton Bragg؛ ۲۲ مارس ۱۸۱۷ – ۲۷ سپتامبر ۱۸۷۶) یک افسر نظامی آمریکایی در جنگ سمینول دوم و جنگ آمریکا و مکزیک بود که در جریان جنگ داخلی آمریکا در ارتش ایالات مؤتلفه به عنوان ژنرال  چهار-ستاره فعالیت کرد و در جبهه غربی در جنگ داخلی آمریکا حضور داشت. مهمترین نقش او فرماندهی ارتش می‌سی‌سی‌پی از ژوئن ۱۸۶۲ تا دسامبر ۱۸۶۳ بود که بعدها به ارتش تنسی تغییر نام داد.